# Raebareli
Raebareli (Hindi: रायबरेली, Urdu: رائے بریلی; Rāybarelī [rɑːjbʌˈreːliː]; auch Rae Bareli oder Rai Bareli) ist eine Stadt im nordindischen Bundesstaat Uttar Pradesh mit rund 190.000 Einwohnern (Volkszählung 2011).
Sie liegt 80 Kilometer südlich von Lakhnau und 120 Kilometer nordwestlich von Prayagraj am Ufer des Flusses Sai in der Region Awadh (Oudh) in Zentral-Uttar-Pradesh. Die Stadt ist Verwaltungssitz des Distrikts Raebareli.
Raebareli besitzt einige bedeutende Baudenkmäler aus der Zeit der islamischen Herrschaft. Anfang des 15. Jahrhunderts eroberte Ibrahim Shah, der Sultan von Jaunpur, Raebareli. Er ließ das Fort erneuern und die Freitagsmoschee (Jama Masjid) erbauen. Während der Mogulzeit ließ im 17. Jahrhundert der von Shah Jahan eingesetzte Gouverneur Jahan Khan im Vorort Jahanabad für sich einen Palast und ein Mausoleum errichten.
Raebareli gilt als politische Bastion der Nehru-Gandhi-Dynastie. Sowohl Feroze Gandhi (1951 und 1957), Indira Gandhi (1967 und 1980), Arun Nehru (1984) als zuletzt Sonia Gandhi (2004 und 2009) wurden aus dem Wahlkreis Raebareli in die Lok Sabha gewählt.

## Wirtschaft

### Industriebetriebe
Raebareli ist Sitz bedeutender Industriebetriebe, wie zum Beispiel:
- Fabrik der Indian Telephone Industries Limited (ITI) zur Herstellung von Telekommunikationsausrüstungen, gegründet 1973

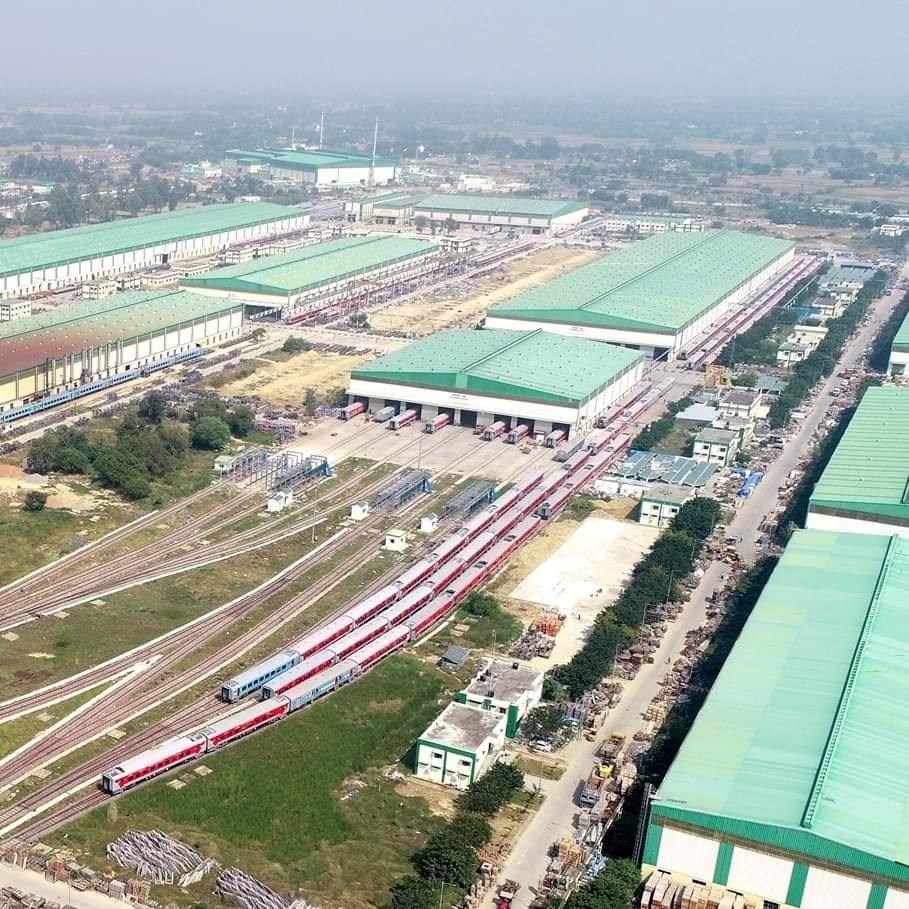
Modern Coach Factory im Jahre 2021

- Modern Coach Factory im Jahre 2021Modern Coach Factory (MCF), Indischer Staatsbetrieb zur Hersteller von Reisezugwagen nach Plänen der deutschen Linke-Hoffmann-Busch (LHB), heute Alstom, gegründet 2012
- Zementwerk der Birla Corporation[2]

- Fabrik zur Herstellung von Radscheiben für Eisenbahnräder der Rashtriya Ispat Nigam (RINL), die 2021 die Fertigung aufnahm[3]

### Kraftwerk
Am Ganges bei Unchahar 40 km südlich von Raebareli liegt die Feroze Gandhi Unchahar Thermal Power Plant, ein Kohlekraftwerk der National Thermal Power Corporation (NTPC). Die Kohle wird aus Jharkhand bezogen und mit der Eisenbahn angeliefert. Die Einheit weist sechs Blöcke auf, die von 1988 bis 2017 in Betrieb genommen wurden. Die Blöcke 1 bis 5 haben eine Leistung von je 210 MW, Block 6 eine solche von 500 MW, womit die Gesamtanlage eine Leistung von 1,5 GW hat. Nur sieben Monate nach Betriebsaufnahme von Block 5 kam es in diesem zu einer schweren Kesselexplosion, bei der 45 Mitarbeiter ums Leben kamen und über 100 verletzt wurden. Die Explosion wurde durch Aschenansammlungen im Kessel ausgelöst, deren Auswirkung auf den Betrieb der Anlage unterschätzt wurde.

## Söhne und Töchter der Stadt
- ʿAbd al-Hayy al-Hasanī (1869–1923), Islamgelehrter
- Abul Hasan Ali Nadwi (1913–1999), Islamgelehrter
- Sudha Singh (* 1986), Leichtathletin